# Войтово (Луганская область)
Войтово (укр. Войтове) — деревня, относится к Станично-Луганскому району Луганской области Украины.
Население по переписи 2001 года составляло 403 человека. В деревне находиться памятный знак Сотворение Адама Почтовый индекс — 93630. Телефонный код — 6472. Занимает площадь 2,06 км².

## Местный совет
93613, Луганская область, Станично-Луганский район, пгт Петропавловка, пл. Красных Партизан, 1.